# Dort Hagenhausen Verlag
Der Dort-Hagenhausen-Verlag war ein deutscher Buchverlag, der 2009 von Martin Dort in München gegründet wurde. Hagenhausen steht dabei für den Ort in dem Verleger Martin Dort aufgewachsen ist.
Mit Wirkung zum 1. Januar 2016 wurde die Dort-Hagenhausen Verlag GmbH & Co. KG mit der h.f.ullmann publishing GmbH verschmolzen. "Dort-Hagenhausen-Verlag" soll künftig nicht mehr, also weder als Marke noch als Firmenname, bei der Drucklegung neuer Werke verwendet werden.

## Programm
Das Kernthema des Verlags war das Thema "Nachhaltigkeit" und "bewusster Umgang mit dem Leben und der Natur". Um diese Thematik gruppierten sich die Felder "Kochen & Essen", "Garten", "Wohnen", "Gestalten", "Wohlfühlen" und "Natur erleben". 
Außerhalb des Verlagsprogramms war der Verlag im Corporate Publishing tätig.
Neben dem Verlagsgeschäft betrieb der Verlag seit November 2010 die Community "Aus Liebe zum Landleben" im Internet.

## Autoren
Zu den Autoren des Verlags gehörten Roswitha Huber mit dem Titel "Gutes Brot", die  Sachbuchautorinnen Barbara Rias-Bucher, Marlies Busch, Maren Partzsch, Claudia Daiber, Christian Havenith, Ute-Marion Wilkesmann sowie Maiga Werner ("Die Verführküche der Kräuter"). 